# あらあらかしこ
『あらあらかしこ』は、2009年（平成21年）4月4日から、仙台放送で放送されている情報・バラエティ番組。略称は『あらかし』。

## 概要
マルチに活躍するタレント牧野隆志をパーソナリティに、当時仙台放送のアナウンサーだった原英里奈と大学を卒業したばかりの杜野まこをアシスタントに起用、仙台放送のミニ番組『いまドキ★mobile TV』に「いまドキ仙台ガールズ」として出演していた豊田エリーを「いまドキ★mobile」コーナー担当に、在仙台の芸能事務所所属モデルを「あらかしガールズ」に再編成し番組のリポーターとして放送を開始した情報・バラエティ番組である。
「女子限定エンタテインメント」と銘打ち、グルメ・ビューティー・ショッピング・旅行・映画・ファッション・音楽・カルチャーなどの最新情報や、話題の商品の紹介、料理コーナーなど、女性のための情報バラエティ番組となっている。
「あらあらかしこ」とは、女性が手紙の文末に記す「結びの言葉」で「十分に意を尽くさず、恐れ入ります。」の意であるが、週末の「結びの番組」として、『あらあら！』という驚きや、『賢い』生活を楽しみましょう！という意味も含まれ、一週間結びの土曜日は何も考えずゆったりと過ごしたい女性に向けて発信する意味合いを掛け合わせている。
2009年12月には月間平均10.2%の視聴率を上げ、仙台放送の2005年から続く全日、ゴールデン、プライム各時間帯の年間視聴率三冠を5年連続で達成した要因となった。
2014年2月7日の牧野隆志の急逝の後は、MCを千葉直樹と古坂大魔王（古坂は不定期出演）がともに引き継ぐ形となっている。
姉妹番組として『日曜のあらかし』（日曜13:25 - 13:55）があり、土曜放送分から選び出した宮城の情報をコンパクトに流すハイライト的番組である。

## 主なコーナー

### レギュラーコーナー
- ぶらり街あるき（2011年 - ）、あらかしガールズのメンバー2名がリポーターとして仙台市内・県内各地の街を歩き、レポートするコーナー[注 2]。
- あらかしブログ（2009年 - ）、話題の商品を紹介するコーナーで、企業側の担当者と女性出演者1人[注 3]と掛け合いによる寸劇になっている。
- 敦士の休日ごはん（2014年4月19日 - ）、敦士と料理研究家のわかちゃん（江川和花）による料理コーナー。

#### 以前のコーナー
- あらかしファッション＆いまドキ★mobile、ミニ番組『いまドキ☆mobile TV』を番組内に移動、豊田エリーが月1回ゲストとして生出演し[9]、仙台・宮城のファッションシーンを伝えた。
- あらかしグルメ、あらかしガールズが女性目線で取材した「ランチ」「話題のスイーツ」などを紹介する。
- ランキング あらカルト、映画・音楽・コンサート・芝居・文化・芸能などランキング方式で紹介する。

### 企画コーナー
- センダイDEEP、気にはなるけど、なんとなく入りにくいDEEPスポットに突撃取材するコーナー。
- あらかしktkr(キタコレ)、旬なネタを徹底取材で届けるコーナー。
- あらかし粋メン、イケメンを紹介するコーナー。
- あらかしコスメ、最新コスメ情報、話題のスタイリスト、メイクアップアーティストを紹介するコーナー。
- あらかしLIVE、スタジオ内での音楽・お笑いライブを生放送するほか、あらかしガールズのメンバーが県内各地のイベント会場からの生中継などを行うコーナー。
- トキメキれしぴ（2013年10月 - 2014年4月[10]）、千葉直樹・広瀬修一（仙台放送アナウンサー）・江川和花（料理研究家）の3名が出演していた料理番組『DATE!MENくらぶ』（2012年7月 - 2013年9月）がリニューアルし、あらあらかしこ内の料理コーナーとなった[11]。
- 圭祐&裕太 ふたり旅in宮城（2021年7月3日 - ）、渡邊圭祐と小関裕太が宮城県内各地を旅するコーナー[12]。

### 過去の企画コーナー
- 石田亜佑美が行く!（2014年11月16日 - 2024年12月21日）、当時モーニング娘。に在籍していた石田亜佑美があらかしガールズの渡辺花と共に宮城県内各地を訪れるコーナー[13]。

## 出演者
メインパーソナリティー（MC)
- 飯田菜奈（いいだ なな）： 仙台放送アナウンサー （2011年5月7日 - ）
- 伊藤瞳 (アナウンサー)（いとう　ひとみ）： 仙台放送アナウンサー（2024年4月 - ）

MC（不定期）
- 古坂大魔王（こさかだいまおう）： エイベックス・エンタテインメント所属。（2010年7月31日 - ）
牧野が病気療養中に代役として出演し、その後も不定期に出演している。青森県青森市出身。

コーナーレギュラー
- 敦士（あつし）： オスカープロモーション所属のファッションモデル・タレント。
『敦士の休日ごはん』のコーナーで出演。古坂・舞川ともに不在時はMCを担当することもある。
- 鈴木佳奈（すずき かな）：MOCプランニング所属、「あらかしブログ」のコーナーを担当。（2015年5月 -[14]）
- 石田亜佑美（いしだ あゆみ、モーニング娘。'25）： アップフロントプロモーション所属。企画コーナー「石田亜佑美が行くっ！」に出演。（2014年11月16日 - ）
- 種崎まりえ（たねざき まりえ）: MOCプランニング所属、「あらかしブログ」のコーナーを担当。(2012年4月 - ）

### 過去の出演者
- 原英里奈（はら えりな）： 仙台放送アナウンサー、初代アシスタント[1]（2009年4月4日 - 2011年4月30日）
- 牧広大（まき こうだい）： 仙台放送アナウンサー（2021年4月3日 - 2024年4月） MC（不定期）
- 杜野まこ（もりの まこ）： 初代アシスタント[1]（2009年4月4日 - 2010年9月25日）
毎週アシスタントとしてスタジオ出演し、かつ、毎週「あらかしブログ」のコーナーを担当して録画出演していた。富谷市出身。
- 豊田エリー（とよた エリー）： スターダストプロモーション所属（2009年4月4日 - 2012年10月6日）
「いまドキ★mobile」「せんだいHopping」のコーナーを担当して録画出演し、スタジオに月1回ゲスト出演していた[1]。2010年（平成22年）7月31日の放送を最後に産休入りし、2011年6月4日の放送で番組に復帰した。2012年10月6日以降の出演なし。
- 酒井瑛里（さかい えり）： 当時オスカープロモーション所属（2010年10月2日 - 2013年12月）
杜野まこが担当していた「あらかしブログ」のコーナーを受け継いで毎週録画出演し、豊田エリーの月1回のスタジオレギュラーも受け継いでいた[15]。2013年11月で所属事務所を退所しフリー。仙台市出身。
- 牧野隆志（まきの たかし）： エイベックス・エンタテインメント所属（2009年4月4日 - 2012年11月）
東京プリンのメンバー。メインパーソナリティとして番組開始から病気療養の期間（2010年7月31日 - 2010年9月25日）を除き毎週出演した[1]。大阪府出身だが、かつて本籍が宮城県登米市迫地区内にあり、同市に先祖の墓もある[16]。2014年2月7日に急逝[17]。
- 千葉直樹（ちば なおき）： ファッションモデル・ローカルタレント、元ベガルタ仙台選手。（2012年11月 - 2021年3月27日）仙台市出身。- 2014年に急逝した牧野隆志の後任のメインパーソナリティー[注 4]。自身の不倫スキャンダルにより降板となる。
- 舞川あいく（まいかわ あいく）： 元CanCam専属モデル、現在はフリーのモデル・写真家。（2014年1月 - 2021年3月20日）
古坂と交互で不定期で出演していた。
- 野中翔（のなか しょう）：MOCプランニング所属、「あらかしブログ」のコーナーを担当した。
- 七瀬ユサ（ななせ ユサ）：モラドカンパニー所属、「あらかしブログ」のコーナーを担当した。

### あらかしガールズ
当初はMOCプランニングと仙台SOSモデルエージェンシーのいずれかに所属するタレントが数的に拮抗し、他社が割り込む形だった（Fスタほか）。仙台SOSはモラドカンパニーに社名を変更したがその後、破産して所属タレントが離散した。現状は従前のように、MOCと、ラ ディセ モデルエージェンシー（仙台SOS→モラド→LaDと移籍したタレント多し）といった学歴不問のタレントに加え、学歴が事務所所属に関係する epi&company 所属タレントの進出が見られる。以下では、「女子大生」がウリの事務所である epi 所属タレントのみ、所属中/所属した大学を付記する（他のあらかしガールズの学歴は記載しない）。
- 所属事務所：仙台での所属事務所（他県の事務所に所属している場合あり）
  - モラド：モラドカンパニー（2011年以前は仙台SOSモデルエージェンシー。モラドに統一して表記。2016年に事業停止）
  - LaD：ラ ディセ モデルエージェンシー
  - MOC：モックプランニング
  - Fスタ：ファッションスタジオ
  - epi：epi&company
  - FBS：福祉文化出版

| 名前         | 出演開始   | 出演終了   | 所属             | 出身   | 主なモデル以外の活動                                                                                         |
| ------------ | ---------- | ---------- | ---------------- | ------ | --- |
| 有満リャン   | 2009年04月 | 2012年03月 | モラド           | 台湾   | |
| 川田愛美     | 2009年04月 | 2018年11月 | モラド →JMS →FBS | 宮城県 | BS朝日「アイドル有機塾」 映画『非・バランス』 KFB「福島まるごとライブ ヨジデス」レポーター                   |
| 齋藤美樹     | 2009年04月 | 2010年09月 | MOC              |        | |
| 佐藤亜耶     | 2009年04月 | 2012年03月 | モラド           | 宮城県 | Doll's Vox（アイドルユニット）                                                                               |
| 内藤淑美     | 2009年04月 | 2010年03月 | MOC              | 宮城県 | SUGOレースクイーン (2008&2009)                                                                               |
| 佐々木麻美   | 2010年03月 | 2015年06月 | MOC              | 宮城県 | ヤマハレーシングレディ (2015) 「弐萬圓堂」CM 「安比高原スキー場」CM                                          |
| 大槻沙紀     | 2010年04月 | 2012年03月 | MOC              |        | |
| 高橋綾香     | 2010年05月 | 2011年01月 | Fスタ            |        | |
| 伊藤ゆみ     | 2010年11月 | 2014年07月 |                  | 宮城県 | JEWEL（RQのアイドルユニット）                                                                                |
| 関野乃花     | 2011年02月 | 2016年03月 | モラド →JMS      | 宮城県 | KHB「突撃!ナマイキTV」レポーター                                                                             |
| 米倉美緒     | 2011年03月 | 2012年02月 | Fスタ            |        | |
| 佐川愛果     | 2011年05月 | 2014年05月 | MOC              | 宮城県 | 第9回仙台モーターショー アテンダント・レディ                                                                 |
| 佐久田瑠美   | 2011年05月 | 2013年03月 | MOC              | 宮城県 | 釣りビジョン「東北つれつれ団」（2代目）                                                                      |
| 庄司梨紗     | 2012年04月 | 2018年01月 | モラド →LaD      | 宮城県 | MUJ宮城県代表 (2015) MMT「OH!バンデス」レポーター                                                            |
| 斎藤絵里奈   | 2013年04月 | 2018年06月 | MOC              | 宮城県 | フジッコ「ご当地ふじっ子ちゃん東北代表」 フジッコ「よろこんぶ応援隊」                                        |
| ノウィキ茉莉 | 2013年06月 | 2016年02月 | MOC              | 米国   | MUJ東京大会 HOT STEP賞 (2018) 日英通訳                                                                       |
| ★渡辺花      | 2014年04月 |            | MOC              | 宮城県 | 「アメリカ屋」CM                                                                                             |
| 川村晴香     | 2015年03月 | 2017年02月 | モラド           | 宮城県 | みやぎライシーレディー (2013&2014)                                                                           |
| 高木由紀     | 2015年12月 | 2017年03月 | MOC              | 北海道 | SUGOレースクイーン (2016&2017)                                                                               |
| 及川真珠     | 2016年02月 | 2018年08月 | LaD              | 宮城県 | SUGOレースクイーン (2016&2017)                                                                               |
| ★星礼美      | 2016年04月 |            | MOC              | 宮城県 | 釣りビジョン「東北つれつれ団」（3代目）                                                                      |
| 神田みゆ     | 2017年09月 | 2019年03月 | LaD              | 宮城県 | 「BiVi仙台駅東口」CM                                                                                         |
| 鈴木佳奈     | 2018年03月 | 2018年12月 | MOC              | 埼玉県 | SUGOレースクイーン (2017&2018) あらかしブログ（2015年5月 - ） 第2回ミス・美しい20代コンテスト グラビア賞受賞 |
| ★畠山有希    | 2018年05月 |            | epi              | 宮城県 | 「BiVi仙台駅東口」CM 宮城大学                                                                                |
| ★荒谷江莉香  | 2018年06月 |            | LaD              | 宮城県 | 「英智学館」CM                                                                                               |
| ★長坂有紗    | 2018年12月 |            | MOC              | 兵庫県 | SUGOレースクイーン (2019&2020)                                                                               |
| ★赤谷更紗    | 2019年02月 |            | epi              | 山形県 | 東北学院大学                                                                                                 |
| 山﨑優花     | 2019年03月 |            | epi              | 青森県 | 東北医科薬科大学                                                                                             |

#### CM出演
当番組の前・中間・後などで流されるCMの中で、「あらかしガールズ」の肩書でメンバーが出演しているそれらがいくつかある。それらはいずれも宮城県のローカルCMである。
| 出稿企業         | ブランド                                     | 出演者   | 出演者 |
| 出稿企業         | ブランド                                     | 名前     | 所属   |
| ---------------- | -------------------------------------------- | -------- | ------ |
| 花王（株）       | ヘヤケア製品「ASIENCE」                      | 大槻沙紀 | MOC    |
| （株）メルカリ   | フリマアプリ「メルカリ」                     | 星礼美   | MOC    |
| （株）メルカリ   | フリマアプリ「メルカリ」                     | 渡辺花   | MOC    |
| （株）楽天野球団 | 東北楽天ゴールデンイーグルス 「Eユニダンス」 | 鈴木佳奈 | MOC    |
| （株）楽天野球団 | 東北楽天ゴールデンイーグルス 「Eユニダンス」 | 星礼美   | MOC    |
| （株）楽天野球団 | 東北楽天ゴールデンイーグルス 「Eユニダンス」 | 渡辺花   | MOC    |
| 花王（株）       | ヘヤケア製品「エッセンシャル」               | 鈴木佳奈 | MOC    |
| 花王（株）       | ヘヤケア製品「エッセンシャル」               | 星礼美   | MOC    |

### ナレーション
- 石垣進之介（ニードル）
- 斉藤光子 ： 「いまドキ★mobile」のコーナー担当[71]
- サトウミカ ： 「あらかしブログ」のコーナー担当[72]
- 長田洋子 ： 「あらかしブログ」のコーナー担当[73]

## 主題歌・挿入歌
- オープニングテーマ（作曲:ナガトタカムネ）[74]
  - 2009年4月4日の放送初回から使用。
  - 2011年4月1日に番組リニューアルが予定され、それに合わせてオープニングテーマもニューバージョンとなる予定だった[75]。しかし、同年3月11日に発生した東北地方太平洋沖地震（東日本大震災）の影響で、3月12日放送回から番組が休止[76]。4月23日放送回から番組再開となったものの、震災関連情報が番組内容の多くを占めた[76]。また同回より、復興に向かう宮城県民を取材した「ともに」のコーナーが始まった[76]。
  - 6月18日放送回より、オープニングテーマがニューバージョンになった[75]。震災関連情報の比率は徐々に減少。「ともに」のコーナーも累計30回を数えた、震災発生から9ヶ月後の12月10日放送回を以って終了した[76]。

## 放送時間の変遷
| 期間          | 期間          | 放送時間（JST）             |
| ------------- | ------------- | --------------------------- |
| 2009年4月4日  | 2009年9月26日 | 土曜日10:45 - 11:40（55分） |
| 2009年10月3日 | 2012年3月31日 | 土曜日10:40 - 11:40（60分） |
| 2012年4月7日  | 2013年9月28日 | 土曜日10:25 - 11:25（60分） |
| 2013年10月5日 | 2021年3月27日 | 土曜日10:25 - 11:39（74分） |
| 2021年4月3日  | 現在          | 土曜日10:25 - 11:25（60分） |

## ゲスト
2009年
- 4月11日、大黒摩季
- 5月09日、藤井悠、ロケゲスト「ファッションチェック」
- 5月9日、ドラムストック
- 6月13日、中村雅俊・片瀬那奈
- 7月11日、チェン・ミン
- 7月18日、ブラスト、エイジアエンジニア
- 8月29日、が〜まるちょば
- 9月19日、DEEP、弥生
- 9月26日、ますだおかだ・ニードル・豊田エリー）[77]
- 10月3日、金子昇
- 10月24日、杉山清貴
- 11月14日、鈴木杏
- 11月21日、近藤夏子

2010年
- 2月5日、安めぐみ
- 2月20日、AKB48（宮澤佐江・高橋みなみ・柏木由紀）
- 3月13日、古内東子、里田まい
- 3月27日、茂木健一郎
- 5月7日、コルテオよりアーティストウズィアー・ノヴルゾフ
- 5月7日、ナオト・インティライミ
- 5月15日、ミッキーマウス、ミニーマウス
- 5月22日、加藤紀子
- 6月5日、DJ No.2、Noa
- 6月12日、大島麻衣
- 7月3日、古坂大魔王、今井雅之
- 7月10日、立花美優
- 7月17日、平子理沙
- 9月4日、小松亮太
- 10月9日、藤井フミヤ
- 10月16日、ORANGE RANGE
- 10月23日、フルカワミキ
- 10月30日、北川弘美
- 11月13日、AAA（宇野実彩子・日高光啓）
- 11月27日、ダイアモンド☆ユカイ、はむつんサーブ
- 12月11日、AILI
- 12月25日、Sowelu

2011年
- 1月22日、Do As Infinity
- 1月29日、May J.
- 2月5日、AI
- 2月19日、ひまり
- 3月5日、タイナカ彩智
- 2月19日、ひまり
- 4月25日、平松愛理
- 4月30日、が〜まるちょば
- 5月14日、ソノダバンド、ももいろクローバーZ
- 5月28日、東京女子流
- 6月4日、INSPi
- 6月18日、中谷美紀
- 6月25日、Rake
- 7月2日、ゴスペラーズ
- 7月30日、吉井一肇、クレンチ&ブリスタ
- 8月6日、MIU
- 9月17日、MAY'S
- 9月24日、サンプラザ中野くん
- 10月22日、JONTE、LGMonkees
- 10月29日、MONKEY MAJIK
- 11月5日、ソノダバンド
- 11月12日、熊谷和徳、モベキマス
- 11月19日、サエラ
- 11月26日、Rake
- 12月3日、DEEP、misono
- 12月10日、Hi-Fi CAMP
- 12月24日、BRIGHT

2012年
- 1月21日、タイナカ彩智
- 2月11日、THE YOUTH
- 2月18日、カラーボトル
- 2月25日、moumoon
- 3月3日、MIU、白竜、菊地圭介
- 3月17日、AI
- 3月24日、MONKEY MAJIK
- 4月14日、齊藤ジョニー
- 4月21日、ミッキーマウス、ダッフィー
- 5月5日、井手綾香
- 5月12日、Hi-Fi CAMP
- 5月19日、ももいろクローバーZ
- 5月26日、ブラスト
- 6月9日、稲垣潤一
- 6月23日、ももいろクローバーZ
- 7月7日、松下由樹
- 7月14日、BIGBANG V.I
- 7月28日、スリムクラブ
- 8月18日、Rake
- 8月25日、しずる、D-BOYS（遠藤雄弥、柳下大）
- 9月1日、凛
- 9月8日、ティーナ・カリーナ
- 9月15日、藤澤ノリマサ
- 9月22日、楽しんご
- 10月13日、井手綾香
- 10月20日、Do As Infinity
- 10月27日、飯星景子
- 11月17日、風男塾
- 11月24日、LGMonkees
- 12月8日、ソノダバンド
- 12月15日、Hi-Fi CAMP
- 12月28日、ティーナ・カリーナ、→Pia-no-jaC←

2013年
- 1月12日、秦基博
- 1月19日、SUPER☆GiRLS
- 1月26日、MIHIRO 〜マイロ〜
- 2月2日、May J.
- 2月16日、ひまり
- 2月23日、堂珍嘉邦
- 3月2日、Rake
- 3月9日、イケメン'ズ
- 3月23日、MIU
- 4月13日、指田郁也
- 4月27日、ウーマンラッシュアワー
- 5月11日、飯星景子
- 5月18日、樹木希林
- 5月25日、田口浩正*6月15日、ベイビーレイズ
- 6月22日、Rake
- 7月27日、梅小鉢
- 8月3日、日高光啓(AAA)
- 8月10日、福原美穂
- 8月17日、AeLL.
- 8月31日、押切もえ、中山雅史、戸島花
- 9月7日、クリス・ハート
- 10月12日、Dorothy Little Happy
- 10月19日、MONKEY MAJIK
- 11月9日、カサリンチュ
- 11月30日、カラーボトル
- 12月7日、BOYFRIEND
- 12月21日、クリス・ハート

2014年
- 1月11日、梅小鉢
- 1月25日、横山ルリカ[78]
- 4月12日、高野洸、黒羽麻璃央[79]
- 11月22日、葛岡碧[80]

2015年
- 8月1日、石田亜佑美・譜久村聖・佐藤優樹（モーニング娘。'15）
- 8月15日、Ms.OOJA
- 10月3日、ジャルジャル
- 11月14日、浜浦彩乃（こぶしファクトリー）[81]

2016年
- 4月30日、生田衣梨奈・牧野真莉愛（モーニング娘。'16）[82]
- 6月25日、山根千佳[83]
- 8月27日、Juice=Juice[84]

2017年
- 1月21日、カントリー・ガールズ[85]
- 4月15日、中川大志[86]

2018年
- 8月11日、井上玲音、浜浦彩乃（こぶしファクトリー）[87]
- 10月27日、餅田コシヒカリ[88]
- 11月24日、キンタロー。[89]

2020年
- 3月7日、ソナーポケット[90]

## 関連イベント
- あらかしキャラバン in イオンモール名取エアリ（2009年9月19日、名取市）ゲスト：DEEP、弥生
- 仙台コレクション「仙台放送『あらあらかしこ』タイアップステージ」（2009年9月22日、仙台市・ぶらんど〜む一番町）
- 8チャレ合衆国 仙台放送まつり 2009（2009年9月26日、仙台市・勾当台公園）ゲスト：ますだおかだ、豊田エリー、ニードル
- あらあらかしこ オススメ全国人気うまいもん&B級グルメフェア（2010年3月19日、仙台市・藤崎本館7階催事場）[91]
- 8チャレ合衆国 仙台放送まつり 2010（2010年9月25日、仙台市・勾当台公園）ゲスト：岡田准一（V6）、古坂大魔王
- TOHOKU DREAMコレクション『あらかしステージ』（2013年・2014年・2015年[92]）